# Die Ratte und die Auster

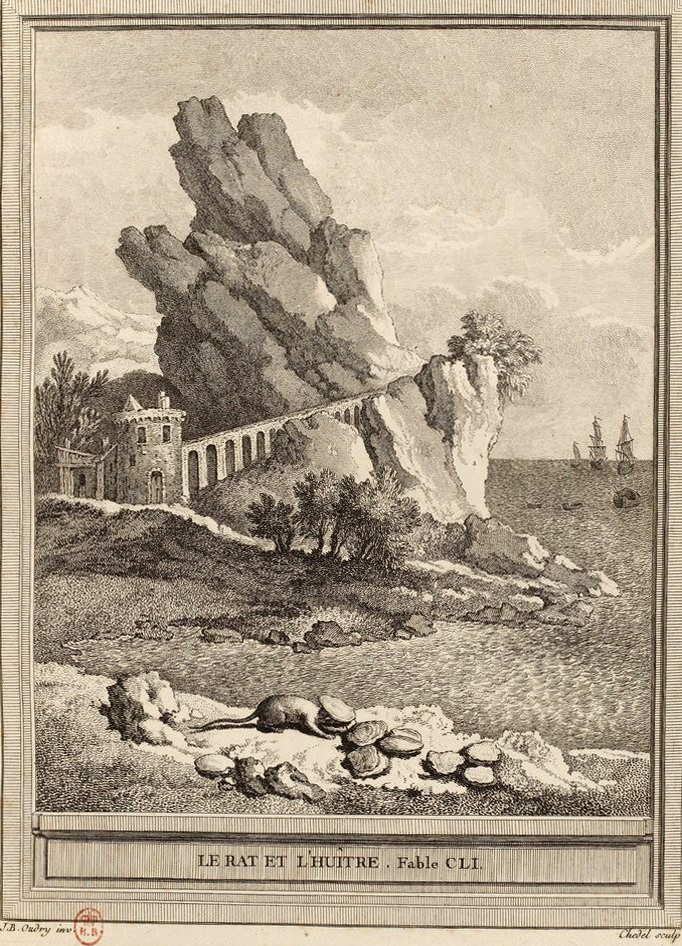
Le rat et l’huître

Die Ratte und die Auster (franz. Le Rat et l’Huître) ist die neunte Fabel im achten Buch der Fabelsammlung des französischen Dichters Jean de La Fontaine. Sie berichtet von einer ungekünstelten und nicht sehr intelligenten Ratte, die ihre ländliche Heimat verlässt, um die Welt zu sehen. Sie verachtet die Gewohnheiten des Vaters, der immer zu Hause blieb, und beschließt, einen völlig neuen und aufregend unbekannten Lebensstil anzunehmen.
Die Ratte, die von ihrem Schulmeister nur ein paar verwirrte Informationen über die weite Welt hat, ist stolz darauf, ihre Augen auf das „maritime Reich“ richten zu können, als sie an einer Küste landet. Sie stellt sich vor, sie habe bereits die Apenninen, den Kaukasus und die Wüsten überquert. Als sie am Strand Austern liegen sieht, glaubt sie zuerst, es seien Seeschiffe. Dann aber streckt sie ihren Hals vor, um aus einer offenen Muschel zu kosten und wird von der sich schließenden Auster gefangen. Der Tod der unerfahrenen Ratte überrascht nicht, da sie weder gesunden Menschenverstand noch Bildung aufzuweisen hatte.

## Moral
Die Fabel enthält zwei Moralvorstellungen: es wird sowohl die anmaßende Unwissenheit verurteilt als auch das Gesetz der Wildnis bestätigt – die Großen fressen die Kleinen. Das Lob an die Lebenserfahrung wird durch die Geschichte deutlich.